# Персоналії Василькова
Список відомих особистостей, життя та діяльність яких пов'язані з Васильковом.

## Народилися у Василькові (Василеві)

Пологовий будинок Васильківської центральної районної лікарні, 16 квітня 2015 р.

- Феодосій Печерський (1009—1074) — ігумен Києво-Печерського монастиря, автор багатьох послань, повчань, «слів».
- Іоанн Островський (1734—1801) — український православний діяч, педагог, ректор духовної семінарії, настоятель монастиря. Місіонер на Уралі (Комі та країна Мансі). Перший єпископ Пермський і Єкатеринбурзький.
- Кашинський Іван Григорович (1770—1846) — доктор медицини і хірургії, син священника Покровської церкви Григорія Кащинського. Військовий лікар, надворний радник, професор. Автор наукових праць і підручників, перекладач. Один із перших у Російській імперії повітроплавців (1805).
- Полетика Петро Іванович (1778—1849) — дипломат, дійсний таємний радник, сенатор, син Івана Андрійовича Полетики. Уповноважений від МЗС на конференції про влаштування справ Російсько-Американської компанії.
- Карпенко Степан Данилович (1815— після 1886) — український актор, композитор, співак, письменник (писав під псевдонімом Паливода). Брат Г. Д. Карпенка, разом з яким написали водевіль «Сватання на вечорницях», що був екранізований 1911 р.
- Карпенко Григорій Данилович (1820—1869) — письменник, актор.
- Любомирський Григорій Львович (1865—1937) — український музикознавець, педагог, композитор. Професор, автор підручників з теорії музики.
- Радзієвський Олексій Григорович (1864—1934) — український хірург та уролог, небіж Івана Нечуя-Левицького.
- Білон Петро Павлович (1879—1959) — капелан Армії УНР.
- Воробйов Яків Зіновійович (Кац) (1885—1919) — російський революціонер, перший голова Нижегородської губернської Надзвичайної комісії та організатор «червоного терору» в Нижньому Новгороді.
- Самійленко Поліна Микитівна (1889—1984) — українська акторка, Заслужена артистка УРСР.
- Співак Ель Гершович (1890—1950) — мовознавець-їдишист, член-кореспондент Академії наук УРСР.
- Радзиковський Борис Євгенович (1894—1955) — український історик, економіст, викладач Київського державного університету.
- Клименко Леонід (20 жовтня 1894 — 23 травня 1945, Мюнхен, Німеччина) — сотник Армії УНР.[1]
- Шевченко Володимир Лукич (1904—1937) — радянський партійний діяч, завідувач сільськогосподарського відділу ЦК КП(б)У.
- Шмуель Мєстєчкін (1908—2004) — ізраїльський архітектор, засновник молодіжного руху «Га-Ноар Га-Овед».
- Ситник Михайло Васильович (1919—1959) — український поет, журналіст, гуморист. Організатор видання газет у місті, редактор часопису «Литаври» (разом з Оленою Телігою), газети «Українська думка», член редколегії «Українського слова». Убитий в американській еміграції агентами КДБ.
- Гордієнко-Андріанова Надія Миколаївна (1921—1998) — українська письменниця, перекладач, критик, літературний редактор. Засновниця та голова (1968—1973) Есперантської комісії при Товаристві дружби та культурних зав'язків із зарубіжними країнами.
- Бейліс Вольф Менделевич (1923—2001) — історик, доктор історичних наук, професор, сходознавець, арабіст.
- Салганик Хем Єлізарович (1923—2013) — український кінодраматург, лауреат Державної премії України ім. Т. Г. Шевченка.
- Осташинський Наум Йосипович (1927—2004) — заслужений учитель УРСР.
- Трубайчук Анатолій Фотійович (1932—2008) — український історик, професор педагогічного університету ім. М.Драгоманова, засновник асоціації істориків «Істина».
- Авраменко Олександр Іванович (1935) — лікар-педіатр, доктор медичних наук, професор.
- Панашенко Віра Василівна (1936) — дослідниця історії України XVII—XVIII століть, палеограф, автор понад 200 наукових праць з історії козацтва, боротьби проти зовнішніх ворогів та інших.
- Дячков Володимир Якович (1937—2008) — український письменник, літературознавець, критик і публіцист.
- Богдашевський Юрій Борисович (1938—2013) — журналіст, заслужений діяч мистецтв України (1996).
- Розенко Віталій Іванович (1939—2021) — заслужений юрист України, колишній ректор Київського національного університету внутрішніх справ і суддя Конституційного суду України.
- Слончак Ніна Миколаївна (1939—2011) — український історик-архівіст, Заслужений працівник культури України, колишня директор Центрального державного кінофотофоноархіву України.
- Білоус В'ячеслав Олександрович (1953) — народний депутат України 3-го скликання, полковник запасу, колишній голова Спілки офіцерів України. Державний службовець 1-го рангу.
- Барановський Олег Миколайович (1956) — український дипломат.
- Павлов Михайло Іванович (1956) — продюсер, режисер кіно і телебачення, медіа-менеджер. Лауреат премії «Телетріумф» (2003).
- Поречкіна Лідія Степанівна (1961) — український економіст, політик і громадський діяч.
- Бобов Геннадій Борисович (1965) — народний депутат України, Герой України. Заслужений працівник промисловості України (2007), лауреат Державної премії України в галузі науки і техніки (2012).
- Мельниченко Микола Іванович (1966) — колишній співробітник Управління державної охорони України, майор, автор магнітофонних записів, які спричинили «касетний скандал» (викриття злочинів вищого керівництва держави восени 2000 року).
- Шерстюк Володимир Вікторович (1967) — музикант, басист гурту Kozak System.
- Скляр Юрій Олексійович (1971—2015) — механік-водій окремої танкової бригади Збройних сил України. Брав участь в АТО, загинув у Волноваському районі Донецької області. Посмертно нагороджений орденом «За мужність».
- Ісупов Ілля Володимирович (1971) — український графік і живописець.
- Бабич Олександр Іванович (1972) — український історик, краєзнавець
- Дьяченко Олег Миколайович (1975—2016) — старший лейтенант Збройних сил України, учасник російсько-української війни, кавалер ордена Богдана Хмельницького (посмертно).
- Білоус Андрій Федорович (1976) — театральний режисер, актор, педагог, заслужений діяч мистецтв України, лауреат Державної премії ім. Довженка (2004), художній керівник Київського академічного Молодого театру (з 2012).
- Секачова Ірина В'ячеславівна (1976) — українська метальниця молота, учасниця Олімпіади-2008. Дев'ятикратна чемпіонка України, рекордсменка України (2008) та світу (2018).
- Біблів Віталіна Миколаївна (1980) — Заслужена артистка України (2020), акторка театру, кіно та телебачення, володарка національної премії «Золота дзиґа».
- Денисенко Іван (1983—2017) — український художник, актор та музикант, соліст групи Ivan Blues & Friends.
- Лістровий Олександр Михайлович (1984—2015) — молодший сержант Збройних сил України, учасник російсько-української війни.
- Слончак Володимир Вікторович (1984) — заслужений юрист України, колишній заступник голови Київської міської державної адміністрації.
- Гончаренко Дмитро Валерійович (1986—2014) — Герой України (посмертно),[2] громадський діяч, волонтер, учасник Революції Гідності. У вересні 2022 року іменем Дмитра Гончаренка названо вулицю в рідному місті[3].
- Максим Михайлов (1990—2022) — член ДРГ добровольчого батальйону «Братство» на псевдо «Непийпиво», загинув у складі групи за лінією фронту на Брянщині.
- Jerry Heil (Яна Шемаєва) (1995) — українська співачка, кавер-виконавиця та відеоблогер, лауреатка премій Jager Music Awards та YUNA.

## Померли у Василькові
- Полетика Іван Андрійович (1722—1783) — перший професор медицини в Російській імперії (1754), доктор, директор госпіталю, а потім — керівник найбільшого (Васильківського) митного карантину (з 1764 року). Брат українського патріота, видатного вченого Григорія Полетики, батько дипломата Петра Полетики.
- Хохряков Семен Васильович (1915—1945) — двічі Герой Радянського Союзу, командир гвардійського танкового батальйону, майор. Похований у Василькові.
- Бурка Микола Лук'янович (Івкін) (1917—1973) — Герой Радянського Союзу, підполковник. У 1948—1956 рр. — командир курсантської роти, комендант військового училища. Іменем Бурки названа вулиця міста.
- Кривов Микола Олександрович (1922—1943) — Герой Радянського Союзу, військовий льотчик, заступник командира ескадрильї, лейтенант. Похований у Василькові, на честь його названа вулиця в місті.
- Горська Алла Олександрівна (1929—1970) — художниця, відома діячка правозахисного руху в Україні. Трагічно загинула 28 листопада 1970 року у Василькові. На початку 2016 р. її іменем названа вулиця міста (колишня вул. Юних комунарів).

## Пов'язані з Васильковом, або проживають у місті
- Понирка Денис Васильович (1746—?) — український лікар, доктор наук, поширювач прогресивних засобів лікування. У 1783-1786 роках — карантинний доктор у Василькові.
- Муравйов-Апостол Сергій Іванович (1796—1826) — один із лідерів Повстання Південного товариства декабристів у Василькові (1826), керівник Васильківської управи, командир батальйону Чернігівського полку, підполковник. Нащадок українського гетьмана Данили Апостола.
- Бестужев-Рюмін Михайло Павлович (1803—1826) — разом із Сергієм Муравйовим-Апостолом один із керівників повстання Чернігівського полку у Василькові 1826 року, підпоручик.
- Шамрай Сергій Вікторович (1900—1939) — українській історик, дослідник історії міста, автор книги «Місто Васильків, IX—XVIII вв.». Племінник Михайла Грушевського, репресований за співробітництво з Українською Центральною Радою.
- Павлишин Лука Степанович (1907—1987) — учитель, окружний провідник ОУН у Василькові (1942 р.), підпільник, борець проти радянського режиму.
- Головачов Олександр Олексійович (1909—1945) — двічі Герой Радянського Союзу, командир гвардійської мотострілецької бригади, полковник. Похований у центрі Василькова, встановлений пам'ятник.
- Кондира Павло Андрійович (1920—1986) — гвардії сержант, командир кулеметного розрахунку, Герой Радянського Союзу. Почесний громадянин міста.
- Бубликов Олексій Васильович (1925—2014) — підполковник, один із небагатьох військовослужбовців, нагороджених п'ятьма медалями «За відвагу». Почесний громадянин міста, із 1999 року зарахований почесним солдатом радіотехнічної бригади ЗСУ, що дислокується у Василькові.
- Дьомін Лев Степанович (1926—1998) — космонавт бортінженер, Герой Радянського Союзу, полковник. Закінчив Васильківську авіаційну школу механіків (1945).
- Попович Павло Романович (1930—2009) — четвертий радянський льотчик-космонавт, перший космонавт-українець, генерал-майор авіації, двічі Герой Радянського Союзу. Почесний громадянин Василькова.
- Матусевич Микола Іванович (1946) — один із засновників Української Гельсінкської групи, репресований радянською владою. Кавалер ордену «За мужність» I ступеня (2006), почесний громадянин міста (20 грудня 2021)[4]. Працює будівельником у Василькові[5].
- Петровський Віталій Ярославович (1951) — доктор технічних наук, професор, лауреат державної премії України, завідувач відділу високотемпературних діелектричних та резистивних матеріалів Інституту проблем матеріалознавства ім. І. М. Францевича НАН України, проживає в місті Василькові.
- Проценко Володимир Миколайович (1954) — український письменник, лауреат державних, національних та міжнародних премій, заслужений діяч мистецтв України. Під час проходження служби в МВС (1974—2000) працював оперуповноваженим у Васильківському районному відділі внутрішніх справ.
- Таращук Петро Всеволодович (1956) — український перекладач, публіцист, редактор, колумніст, член Національної спілки письменників України, лауреат Літературної премії імені Григорія Сковороди та Премії імені Максима Рильського. Закінчив школу у Василькові.
- Чміленко Віктор Іванович (1961—2014) — фермер з Кіровоградщини, активний учасник Євромайдану, Герой України (посмертно). У грудні 2013 року блокував виїзд солдатів Внутрішніх військ МВС з Василькова. Загинув 20 лютого 2014 року від кулі снайпера.
- Порошенко Петро Олексійович (1965) — п'ятий Президент України (2014—2019 рр.), український політик, державний діяч, підприємець. Під час проходження строкової служби (війська ППО, м. Ахтубінськ), після народження старшого сина був переведений до Василькова, де закінчував службу в підрозділі забезпечення військового навчального закладу.
- Мосійчук Ігор Володимирович (1972 р.) — народний депутат України (2014—2019 рр.), в минулому — головний редактор газети «Вечірній Васильків», діяч українського соціал-націоналістичного руху, фігурант справи «васильківських терористів», колишній заступник командира батальйону «Азов».
- Тугай Ігор (22 березня 1975) — чемпіон України з легкої атлетики (метання молота), «срібний» призер чемпіонату світу серед юніорів 1994 р., учасник Олімпійських ігор, майстер спорту міжнародного класу. Активно займається поширенням фізкультури і спорту в місті.
- Петровський Віталій Ярославович (23 січня 1951) — доктор технічних наук, професор, лауреат Державної премії України, завідувач відділу високотемпературних діелектричних та резистивних матеріалів Інституту проблем матеріалознавства ім. І. М. Францевича НАН України, проживає в місті Василькові.
- Марко Семенович Шляховий (отаман Кармелюк) — (1887, с. Глеваха, Васильківський повіт, Київська губернія — 14 серпня 1921, с. Глеваха, Васильківський повіт, Київська губернія) — український військовий і громадський діяч, автор спогадів «Записки повстанця» (1920—1999).